# Махмудов, Виктор Владимирович
Виктор Владимирович Махмудов — узбекский военачальник и сотрудник службы безопасности, который является секретарём Совета безопасности при Президенте Республики Узбекистан. Назначен на эту должность 21 сентября 2013 года.

## Биография
Родился в 1968 году в семье военного. Его отец Владимир Махмудов (генерал) был начальником Академии Вооруженных сил Республики Узбекистан. Его дед Насыр Махмудов был первым секретарем Каракалпакского комитета Коммунистической партии Узбекистана.
Виктор Махмудов в 1990 году окончил Ташкентское высшее общевойсковое командное училище. С 9 октября 2008 года по 9 июня 2010 года — командующий войсками Ташкентского военного округа. В 2010—2013 годах занимал должности первого заместителя министра обороны и начальника Генерального штаба. В 2013 году Указом Первого Президента Ислама Каримова назначен секретарем Совета Безопасности.
14 января 2015 года присвоено звание генерал-лейтенанта.
14 августа 2020 года избран председателем Федерации триатлона Узбекистана вместо Отабека Умарова.